# Marie-Dominique Salembier
Pour les articles homonymes, voir Salembier.
 (mai 2009).
Si vous disposez d'ouvrages ou d'articles de référence ou si vous connaissez des sites web de qualité traitant du thème abordé ici, merci de compléter l'article en donnant les références utiles à sa vérifiabilité et en les liant à la section « Notes et références ».
Marie Dominique Salembier, née le 10 avril 1954, est connue pour avoir été plusieurs fois championne de France de natation, au 100 mètres et 200 mètres papillon. 